# 신흥군
신흥군(新興郡)은 함경남도 중부의 내륙 산악지대에 있는 군이다.

## 지리
북쪽으로 부전군, 량강도 김형권군, 동쪽으로 덕성군, 남쪽으로 홍원군·함흥시, 서쪽으로 영광군, 장진군과 접한다.
신흥군 북부 지역을 함경산맥이 동서로 지나 산악 지대가 형성되나, 남쪽에는 비교적 비옥한 평야 지대가 있어 남북간 기후에 큰 차이가 있다. 북부 산간 지역에서 발원하는 성천강은 남쪽으로 흘러 함주군으로 흘러든다.

## 역사
조선 시대에는 함주·함흥도호부 관내에 있던 덕산사(德山社)·덕천사(德川社)·주북사(州北社)의 땅이었다. 따라서 옛 이름도 함주와 같은 함산(咸山)·합란부(哈蘭府)·함평(咸平)·진동군(鎭洞軍)이었다.
일제강점기인 1914년에 신설된 군으로 함경남도에 속했다. 해방 무렵에 신흥군은 8면 132리로 구성되어 있었다.
1952년 12월의 행정구역 개편에 의해 남서부가 영광군, 북부가 부전군에 속하게 되었고 신흥군(1읍 23리)이 재편성되었다. 1954년에는 부전군의 일부를 신흥군의 관할로 되돌렸다. 그리하여 부전읍이 경흥리가 됐다. 2006년 말 현재, 1읍 22리 3로동자구로 이루어져 있다.

## 경제
주요 산업은 농업이다. 고원인 북부에서는 감자 등 밭농사를 주로 지으며, 평야가 있는 남부에서는 논농사도 짓는다. 광산업은 상대적으로 미약한 편이다.

## 교통
철도로는 신흥청년선이 신흥군을 남북으로 가로지른다.

## 행정 구역
현재 신흥군에는 1읍, 3구와 21리가 있다.
- 신흥읍 (新興邑)
- 신흥로동자구 (新興勞動者區)
- 부흥로동자구 (富興勞動者區)
- 발전로동자구 (發電勞動者區)
- 경흥리 (慶興里)
- 기린리 (麒麟里)
- 길봉리 (吉峯里)
- 대동리 (大洞里)
- 동곡리 (東谷里)
- 동흥리 (東興里)
- 반석리 (盤石里)
- 부연리 (釜淵里)
- 상원천리 (上元川里)
- 서곡리 (西谷里)
- 서남리 (西南里)
- 영고리 (永高里)
- 영웅리 (英雄里)
- 우상리 (右上里)
- 원동리 (元東里)
- 중평리 (中坪里)
- 창서리 (倉西里)
- 축상리 (杻上里)
- 하원천리 (下元川里)
- 흥경리 (興慶里)
- 흥복리 (興福里)

## 같이 보기
- 조선민주주의인민공화국의 지리
- 조선민주주의인민공화국의 행정 구역